# Фінал кубка Англії з футболу 1875
Фінал кубка Англії з футболу 1875 — 4-й фінал найстарішого футбольного кубка у світі. Учасниками фіналу були «Роял Енджинірс» і «Олд Ітоніанс». Володарем кубкового трофею став «Роял Енджинірс».
Фінальна гра, яка була проведена 13 березня 1875 року, завершилася з нічийним рахунком 1:1.
Відповідно до регламенту змагання 16 березня 1875 року було проведене перегравання, в якому сильнішою виявилася команда із Чатема, яка здобула перемогу 2:0.

## Шлях до фіналу
| «Роял Енджинірс»      | «Роял Енджинірс» | «Роял Енджинірс»        | Раунд        | «Олд Ітоніанс»       | «Олд Ітоніанс» | «Олд Ітоніанс»                              |
| --------------------- | ---------------- | ----------------------- | ------------ | -------------------- | -------------- | ------------------------------------------- |
| Суперник              | Результат        | Матчі                   |              | Суперник             | Результат      | Матчі                                       |
| «Марлоу»              | 3—0              | 3—0                     | Перший раунд | «Свіфтс»             | 4—1            | 0—0, 1—1 (перегравання), 3—0 (перегравання) |
| «Кембридж Юніверсіті» | 5—0              | 5—0                     | Другий раунд | -                    | -              | -                                           |
| «Клепем Роверз»       | 3—2              | 3—2                     | Третій раунд | «Мейденгед»          | 1—0            | 1—0                                         |
| «Оксфорд Юніверсіті»  | 2—1              | 1—1, 1—0 (перегравання) | Півфінал     | «Стропшир Вондерерз» | 1—0            | 1—0                                         |

## Матч
| 13 березня 1875 |

| Роял Енджинірс | 1:1      | Олд Ітоніанс |
| -------------- | -------- | ------------ |
| Ренні-Тейлйо   | Протокол | Бонсор       |

| Кеннінгтон Овал, Лондон Глядачів: 2 000 Арбітр: Чарльз Вільям Олкок |

|  |  |

|   |  |                          |  |
|   |  |                          |  |
| В |  | Вільям Меррімен          |  |
| З |  | Джордж Гемілтон Сім      |  |
| З |  | Джеральд Онслоу          |  |
| З |  | Річард Рак               |  |
| Н |  | Пелам вон Доноп          |  |
| Н |  | Чарльз Вуд               |  |
| Н |  | Герберт Роусон           |  |
| Н |  | Вільям Стаффорд          |  |
| Н |  | Генрі Ренні-Тейлйо       |  |
| Н |  | Александер Мейн          |  |
| Н |  | Сесіл Вінгфілд-Стратфорд |  |

|   |  |                       |  |
|   |  |                       |  |
| В |  | Чарльз Фармер         |  |
| З |  | Френсіс Вілсон        |  |
| З |  | Альберт Мейсі-Томпсон |  |
| З |  | Едгар Лаббок          |  |
| Н |  | Роберт Бенсон         |  |
| Н |  | Вільям Кеньйон-Слейні |  |
| Н |  | Фредерік Паттон       |  |
| Н |  | Александер Бонсор     |  |
| Н |  | Катберт Оттавей       |  |
| Н |  | Артур Кіннерд         |  |
| Н |  | Джеймс Стронг         |  |

## Перегравання
| 16 березня 1875 |

| Роял Енджинірс | 2:0      | Олд Ітоніанс |
| -------------- | -------- | ------------ |
| Ренні-Тейлйо   | Протокол |              |

| Кеннінгтон Овал, Лондон Глядачів: 3 000 Арбітр: Чарльз Вільям Олкок |

|  |  |

|   |  |                          |  |
|   |  |                          |  |
| В |  | Вільям Меррімен          |  |
| З |  | Джордж Гемілтон Сім      |  |
| З |  | Джеральд Онслоу          |  |
| З |  | Річард Рак               |  |
| Н |  | Пелам вон Доноп          |  |
| Н |  | Чарльз Вуд               |  |
| Н |  | Герберт Роусон           |  |
| Н |  | Вільям Стаффорд          |  |
| Н |  | Генрі Ренні-Тейлйо       |  |
| Н |  | Сесіл Вінгфілд-Стратфорд |  |
| Н |  | Александер Мейн          |  |

|   |  |                           |  |
|   |  |                           |  |
| В |  | Генрі Хоум-Драммонд-Морей |  |
| З |  | Матт Фаррер               |  |
| З |  | Едгар Лаббок              |  |
| З |  | Френсіс Вілсон            |  |
| Н |  | Томас Гамонд              |  |
| Н |  | Альфред Лаббок            |  |
| Н |  | Фредерік Паттон           |  |
| Н |  | Александер Бонсор         |  |
| Н |  | Чарльз Фармер             |  |
| Н |  | Артур Кіннерд             |  |
| Н |  | Джеймс Стронг             |  |